# بابونج (جنس)
البابونج أو المؤنس أو البابونق (الاسم العلمي: Matricaria)، جنس نباتات مُزهرة من قبيلة الأربياناوية وفصيلة النجمية.
بعض الأنواع اسمها الشائع هو «عشب مايو» ، لكن هذا الاسم يشير أيضًا إلى نباتات غير موجودة في هذا الجنس.
معظم أنواعه شائعة للغاية في المناطق المعتدلة في أوروبا وآسيا وأمريكا، وكذلك في شمال وجنوب إفريقيا، وبعضها وطَّنَ في أستراليا.